# Emblyna completoides
Emblyna completoides là một loài nhện trong họ Dictynidae.
Loài này thuộc chi Emblyna. Emblyna completoides được Wilton Ivie miêu tả năm 1947.